# Heureka
Heureka is een wetenschapsmuseum in de Finse stad Vantaa. Het museum werd in 1989 opgericht. Er is een binnen- en buitenmuseum met meerdere interactieve presentaties. Er is ook een planetarium met 135 stoelen. Het museum ontvangt jaarlijks ongeveer 280.000 bezoekers waarvan meer dan de helft families zijn. De naam verwijst naar de uitspraak 'Eureka!' die bekend werd door de Griekse wetenschapper Archimedes.